# Приоб'є
Прио́б'є (рос. Приобье) — селище міського типу у складі Октябрського району Ханти-Мансійського автономного округу Тюменської області, Росія. Адміністративний центр та єдиний населений пункт Приобського міського поселення.
Населення — 6783 особи (2017, 7215 у 2010, 7140 у 2002).
Стара назва — Сергинський.

## Географія
Приоб'є розташоване на лівому березі річки Обі (протока Альошкінська), у північно-західній частині Ханти-Мансійського АО, у центральній частині Октябрського району. Воно є єдиним населеним пунктом міського поселення Приоб'є. Загальна чисельність населення становить — 6856 осіб (2016).
Вантажний і пасажирський річковий порт, кінцева залізнична станція Приоб'є на залізничній лінії Івдель — Приоб'є.

## Історія
- 1959 — розпочато будівництва ділянки залізниці «Івдель — Об» (370 км).
- Серпень 1964 — на місце будівництва селища прибули перші будівельники Сергінської будівельної дільниці.
- 1966 — було збудовано одинадцять будинків вулиці Севастопольської.
- 2 квітня 1967 — була здана в експлуатацію ділянка залізниці до станції Сергіно (раніше селище Північне)
- 1967 — офіційна дата заснування селища Приоб'є.
- 1974 — побудовано будівлю залізничного вокзалу (нині станція «Приоб'є»). Прибуття першого пасажирського поїзда.
- 2010 — Розпочато будівництво багатофункціонального вокзалу «Приоб'є» на 300 пасажирів, загальною площею 5370 м².

## Промисловість
Основні виробничі підприємства поселення Приоб'є:
- Залізнична станція «Приоб'є».
- База МТПіК ТОВ «ГазпромТрансгазЮгорськ».
- Сергінський річковий порт.
- Сергінське лісництво.
- Філіал «Білоярськгазторг».
- ЗАТ «Алюмінієва продукція».
- ЗАТ «Втормет ХМАО».
- ЗАТ «Північспецбуд».
- ВАТ «Сібнафтокомплектмонтаж».
- ВАТ «Югорска територіальна енергетична компанія — Кода».
- ВАТ Авіакомпанія «Ютейр»
- ТОВ «Кондатехгаз»
- ТОВ «Приобнафтопродукт».
- ТОВ «Підводгазенергосервіс».
- Приобське муніципальне підприємство ЖКГ.